# جوزيه بي. فرينش
جوزيه بي. فرينش (بالإنجليزية: Josiah B. French)‏ هو سياسي أمريكي، ولد في 13 ديسمبر 1799، وتوفي في 21 أغسطس 1876.